# Баррон (округ)
Округ Баррон (англ. Barron County) располагается в штате Висконсин, США. Официально образован в 1859 году. По состоянию на 2010 год, численность населения составляла 45 870 человек.

## География
По данным Бюро переписи США, общая площадь округа равняется 2305,102 км2, из которых 2235,172 км2 суша и 69,930 км2 или 3,000 % это водоёмы.

## Население
По данным переписи населения 2000 года в округе проживает 44 963 жителей в составе 17 851 домашних хозяйств и 12 352 семей. Плотность населения составляет 20,00 человек на км2. На территории округа насчитывается 20 969 жилых строений, при плотности застройки около 9,00-ти строений на км2. Расовый состав населения: белые — 97,69 %, афроамериканцы — 0,14 %, коренные американцы (индейцы) — 0,81 %, азиаты — 0,32 %, гавайцы — 0,04 %, представители других рас — 0,32 %, представители двух или более рас — 0,69 %. Испаноязычные составляли 0,96 % населения независимо от расы.
В составе 31,30 % из общего числа домашних хозяйств проживают дети в возрасте до 18 лет, 56,90 % домашних хозяйств представляют собой супружеские пары проживающие вместе, 8,20 % домашних хозяйств представляют собой одиноких женщин без супруга, 30,80 % домашних хозяйств не имеют отношения к семьям, 25,40 % домашних хозяйств состоят из одного человека, 12,20 % домашних хозяйств состоят из престарелых (65 лет и старше), проживающих в одиночестве. Средний размер домашнего хозяйства составляет 2,48 человека, и средний размер семьи 2,97 человека.
Возрастной состав округа: 25,30 % моложе 18 лет, 8,10 % от 18 до 24, 26,80 % от 25 до 44, 23,40 % от 45 до 64 и 23,40 % от 65 и старше. Средний возраст жителя округа 39 лет. На каждые 100 женщин приходится 98,20 мужчин. На каждые 100 женщин старше 18 лет приходится 96,00 мужчин.